# Nguyễn Văn Tiến (sinh 1966)
Nguyễn Văn Tiến (sinh năm 1966). Ông hiện là Phó Chánh án Tòa án nhân dân tối cao -  Thẩm phán Tòa án nhân dân tối cao Việt Nam, thành viên Hội đồng Thẩm phán Tòa án nhân dân tối cao (Việt Nam). Ông từng giữ chức vụ Phó Chánh án Tòa án nhân dân cấp cao tại Hà Nội.

## Sự nghiệp
Nguyễn Văn Tiến sinh năm 1966, quê quán tại xã Nhân Hòa, huyện Mỹ Hào, tỉnh Hưng Yên.
Ông có bằng Thạc sĩ Luật.
Ông từng là Phó Chánh tòa dân sự Tòa án nhân dân tối cao Việt Nam.
Ngày 14/8/2015, ông được bổ nhiệm chức vụ Phó Chánh án Tòa án nhân dân cấp cao tại Đà Nẵng mới được thành lập.
Ngày 15/3/2017, từ vị trí Phó Chánh án Tòa án nhân dân cấp cao tại Đà Nẵng, ông được Chánh án Tòa án nhân dân tối cao Nguyễn Hòa Bình điều động và bổ nhiệm đến nhận công tác và giữ chức vụ Phó Chánh án Tòa án nhân dân cấp cao tại Hà Nội với thời hạn 5 năm (Quyết định số 478 /QĐ-TANDTC).
Sáng ngày 19 tháng 6 năm 2017, Quốc hội Việt Nam thông qua Nghị quyết về việc bổ nhiệm Nguyễn Văn Tiến, Thẩm phán cao cấp, Phó Chánh án Tòa án nhân dân cấp cao tại Hà Nội, làm Thẩm phán Tòa án nhân dân tối cao (408/424 đại biểu có mặt tán thành) từ ngày 1 tháng 7 năm 2017,.
Ngày 21 tháng 6 năm 2017, ông đã được chủ tịch nước Trần Đại Quang trao quyết định bổ nhiệm chức danh Thẩm phán Tòa án nhân dân tối cao. Trước đó ông là thẩm phán cao cấp, và đang giữ chức Phó Chánh án Tòa án nhân dân cấp cao tại Hà Nội.
Ngày 27 tháng 8 năm 2020, Thừa ủy quyền của Chủ tịch nước, đồng chí Nguyễn Hòa Bình, Bí thư Trung ương Đảng, Chánh án Tòa án nhân dân tối cao đã trao quyết định của Chủ tịch nước bổ nhiệm đồng chí Nguyễn Văn Tiến, Thẩm phán Tòa án nhân dân tối cao giữ chức vụ Phó Chánh án Tòa án nhân dân tối cao.